# Kastanjegytterlav
Kastanjegytterlav (Fuscopannaria sampaiana) är en lavart som först beskrevs av Tav., och fick sitt nu gällande namn av P. M. Jørg. Kastanjegytterlav ingår i släktet Fuscopannaria och familjen Pannariaceae.  Arten är nationellt utdöd i Sverige.Inga underarter finns listade i Catalogue of Life.